# Comuna Fâșca, Vînohradiv
Fâșca (în ucraineană Фанчиково, transliterat: Fanciîkovo, în maghiară Fancsika) este o comună în raionul Vînohradiv, regiunea Transcarpatia, Ucraina, formată din satele Fâșca (reședința), Prîtîseanske și Șasvar.

## Demografie
Componența lingvistică a comunei Fâșca
     Ucraineană (80,98%)
     Maghiară (18,41%)
     Alte limbi (0,58%)
Conform recensământului din 2001, majoritatea populației comunei Fâșca era vorbitoare de ucraineană (80,98%), existând în minoritate și vorbitori de maghiară (18,41%).